# Найден Златков
Найден Златков е български духовник и революционер, горноджумайски войвода на Върховния македоно-одрински комитет.

## Биография
Найден Златков е роден в 1859 година в Сърбиново в Османската империя, днес в България. В 1893 година става свещеник. Присъединява се към ВМОК и оглавява сърбиновския революционен комитет. По време на Горноджумайското въстание в 1902 година е войвода на сърбиновската чета.
След възстановяването на ВМРО влиза в Спомагателната организация в Петрички окръг.
През 1929 година Найден Златков е избран за председател на настоятелството на новоучреденото селско читалище, подпредседател е Иван Янакиев, секретар е директора на местната смесена гимназия Евтим Попдимитров, касиер – Владимир Тасев, библиотекар – Йорданка Кирова, съветници – Димитър Илиев и Димитър Н. Гълъбов, проверителна комисия – Димитър Вангелов и Димитър Петров. Иван Михайлов пише за Найден Златков:
| „ | Протоиерей Найденъ Златковъ бѣше съ голѣмо влияние не само въ родното си село. Взелъ е голѣмо участие въ върховисткото въстание презъ 1902 г., което обхвана 3/4 на Горноджумайска околия. Но нѣкогашнитѣ различия срѣдъ селянитѣ бѣха вече заличени. Попъ Найденъ бѣше приятенъ човекъ и отличенъ българинъ. | “ |